# René Demeurisse
René Demeurisse (* 26. August 1895 in Paris; † 12. November 1961 ebenda) war ein französischer Maler.

## Leben
Demeurisse wurde als Sohn eines flämischen Arztes und seiner polnischen Frau in der Pariser Faubourg Saint-Antoine geboren. Ab 1913 studierte er Malerei an der Académie de la Grande Chaumière bei Lucien Simon. Unterbrochen durch den Ersten Weltkrieg, setzte er sein Studium bei Edmond Aman-Jean fort. 1923 lernte er im Atelier des Bildhauers François Pompon seine spätere Frau, Jeanne Blois, kennen, mit der er zwei Kinder hatte. 
Von 1929 bis 1939 unterrichtete Demeurisse an der École Nationale de Céramique de Sèvres. Neben der Malerei betätigte er sich im Bereich der Buchillustration.
Demeurisse war ab 1919 Mitglied des Pariser Herbstsalons, wo er seine Werke ausstellte. 1955 wurde er zum Mitglied der Ehrenlegion ernannt.